# José João dos Santos Marcos
José João dos Santos Marcos (Monteperobolso, Almeida - 17 de agosto de 1949) é um bispo católico português, actualmente Bispo emérito de Beja.

## Biografia
Após os primeiros estudos, entrou no Seminário Menor de Santarém e prosseguiu para o Seminário Maior de São Paulo de Almada e Seminário Maior de Cristo-Rei dos Olivais, tendo frequentado o Instituto Superior de Estudos Teológicos de Lisboa. Fez também o Curso de Pintura na Escola Superior de Belas Artes de Lisboa.
Foi membro do grupo sacerdotal de formação na Merceana (1973), Pároco do Milharado (1985-1993), Pároco de Camarate e da Apelação (1993-2002), Director Espiritual no Seminário dos Olivais (desde 1995) e no Seminário Redemptoris Mater (desde 2001) e membro do Conselho Pastoral do Patriarcado de Lisboa (desde 2001). Foi nomeado cónego do Cabido da Sé Patriarcal de Lisboa a 8 de Dezembro de 2003.
Foi nomeado Bispo Coadjutor de Beja (com direito de sucessão) a 10 de outubro de 2014 pelo Papa Francisco. A ordenação episcopal decorreu a 23 de novembro de 2014 no Mosteiro dos Jerónimos.
A 3 de Novembro de 2016 sucedeu como Bispo de Beja a Dom Frei António Vitalino Fernandes Dantas após este completar 75 anos (idade limite para o exercício da função episcopal).
Em outubro de 2022, quando confrontado com as exigências e ameaças de recurso à justiça por parte da família doadora do terreno onde foi edificado o Carmelo de Beja, no sentido de o terreno ser restituído à família após a desocupação do edifício por parte das irmãs carmelitas, que havia sido condição para a doação do terreno, D. João Marcos alegou que a escritura de doação menciona doação «pura e irrevogável» do terreno e que o Carmelo de Beja poderia ser ocupado por qualquer outra congregação, pelo que não haveria, no seu entender, lugar a qualquer restituição do terreno à família doadora.
Em março de 2023, após ser divulgado que a diocese de Beja não havia respondido ao pedido de entrevista da Comissão Independente para o estudo de abusos sexuais de menores na Igreja Católica, D. João Marcos alegou problemas de saúde que lhe provocavam falhas de memória, o que terá motivado a falta de resposta da diocese de Beja. D. João Marcos referiu, contudo, que havia respondido por escrito à Comissão Independente dando conta de um resumo dos casos de abuso sexual que encontrou nos arquivos diocesanos. D. João Marcos refere não ter recebido os nomes dos padres suspeitos de abuso sexual na Diocese de Beja, por ter saído mais cedo da reunião da Conferência Episcopal Portuguesa em que estes foram divulgados, e defendeu perdão para os sacerdotes arrependidos e que façam penitência e reparação do mal feito.
Em 21 de março de 2024, teve sua renúncia aceite pelo Papa Francisco ao governo pastoral.